# Dao-Dao Sowo
Dao-Dao Sowo is een bestuurslaag in het regentschap Nias Selatan van de provincie Noord-Sumatra, Indonesië. Dao-Dao Sowo telt 464 inwoners (volkstelling 2010).